# 索爾達特西克 (沃茲涅先斯克區)
47°38′30″N 31°32′11″E / 47.64167°N 31.53639°E
索爾達特西克（烏克蘭語：Солдатське），是烏克蘭的村落，位於該國南部尼古拉耶夫州，由沃茲涅先斯克區負責管轄，面積0.63平方公里，海拔高度116米，2001年人口120，人口密度每平方公里191.1人。